# Carletto, il principe dei mostri - La spada del demone
Carletto, il principe dei mostri - La spada del demone (怪物くん デーモンの剣?,  Kaibutsu-kun - Dēmon no ken) è un film d'animazione del 1982 diretto da Hiroshi Fukutomi.

## Descrizione
Pellicola giapponese con i protagonisti dell'anime Carletto il principe dei mostri. La trama parte dopo la fine della serie di anime. È l'unico film tratto dall'anime. Ha avuto molto successo in Giappone, dove è stato proiettato nel 1982 insieme ad altri film di anime: Nin-Nin Ninpō enikki no maki (di Nino, il mio amico ninja) e allo stesso tempo di Doraemon nel paese delle meraviglie, mentre in Italia è stato trasmesso in TV su Italia 1 nel 1985 e in varie reti regionali dalla metà degli anni 80. Sia in VHS che in DVD è stato pubblicato in Italia dalla Yamato Video.

## Trama
Da sempre il paese dei mostri, Mostrilandia, ed il mondo dei demoni, Demonilandia, sono rivali. Il re dei demoni ha deciso di compiere un maleficio contro il re dei mostri: ne ha fatto costruire una statua a grandezza naturale e, trafiggendola con una spada magica, scaglia una maledizione verso il re dei mostri. Carletto è responsabile della situazione in seguito agli eventi descritti nella serie di anime, al termine della quale era rimasto sulla Terra. Viene tuttavia qui raggiunto dalla notizia della misteriosa malattia che affligge il re di Mostrilandia suo padre, e sentendosi come al solito in colpa anche per non aver mantenuti solleciti contatti, decide di aiutarlo. Scoperta la maledizione del re dei demoni, Carletto decide di andare a togliere la spada maledetta dal petto della statua, insieme a Conte Dracula, Uomo Lupo e Frankie (Frank). Il percorso sarà lungo e pieno di insidie.

## Personaggi
- Carletto
- Conte Dracula
- Frank
- Uomo Lupo
- Hiroshi
- La sorella di Hiroshi
- Re dei mostri
- Kaiko
- Re dei demoni
- Demonkid (Demokin)

### Altri personaggi
- Il duca e la duchessa
- Il ciambellano
- Il condor postino
- Il medico dei mostri
- Blackbutt
- La cavalleria degli scheletri
- Gli uccelli di Satana
- Il comandante dei demoni
- Il maestro
- I demoni